# Roncisvalle
Roncisvalle (in spagnolo Roncesvalles; in basco Orreaga; in occitano Roncesvals; in francese Roncevaux) è un comune spagnolo di 21 abitanti situato nella comunità autonoma della Navarra. Si trova non lontano dal valico pirenaico di Roncisvalle e a circa 4 chilometri dal confine francese.

## Geografia fisica
È situato all'inizio del percorso in terra spagnola verso Santiago di Compostela chiamato Camino Francés, che parte da Saint-Jean-Pied-de-Port.
Usualmente Roncisvalle corrisponde alla meta della prima tappa del Cammino. Nel piccolo paese infatti sono situati due ostelli per l'accoglienza dei pellegrini diretti a Santiago di Compostela.

## Storia
Roncisvalle è famosa nella storia e nella leggenda per la morte di Orlando nel 778 durante la Battaglia di Roncisvalle, quando la retroguardia di Carlo Magno venne distrutta dalle tribù basche.

## Monumenti e luoghi d'interesse
- Collegiata Reale di Roncisvalle
- Chiesa di Santiago